# Ivan Sutherland
Ivan Edward Sutherland (Hastings, 16 maggio 1938) è un informatico e ricercatore statunitense, pioniere di internet, vincitore del Premio Turing nel 1988 per l'invenzione del software Sketchpad, predecessore delle interfacce maggiormente utilizzate nella computer grafica. A lui si deve anche l'ideazione degli occhiali per la realtà virtuale.